# José Gaos
José Gaos (* 26. Dezember 1900 in Gijón, Spanien; † 10. Juni 1969 in Mexiko-Stadt, Mexiko) war ein spanischer und mexikanischer Philosoph.

## Leben und Philosophie
Gaos studierte Philosophie an der Universität Madrid und promovierte dort 1928 mit einer Arbeit über Edmund Husserl. Er war stark beeinflusst durch die Schriften von Martin Heidegger und Nicolai Hartmann, vor allem aber durch die seines Lehrers José Ortega y Gasset, dessen Lehrstuhl er später in Madrid übernahm. 1936 wurde Gaos Rektor der Universität Madrid. Im Rahmen seiner Tätigkeit als Übersetzer für den spanischen Verlag Revísta de Occidente (gegründet von Ortega y Gasset in Madrid) übersetzte der germanophile Gaos zahlreiche Werke deutschsprachiger Philosophen ins Spanische, u. a. von Max Scheler, Georg Wilhelm Friedrich Hegel, Edmund Husserl, Heinz Heimsoeth, Willy Moog, August Messer. Auch die erste spanische Ausgabe von Heideggers Sein und Zeit erfolgte durch Gaos.
1931 hatte sich Gaos der Spanischen Sozialistischen Arbeiterpartei (Partido Socialista Obrero Español) (PSOE) angeschlossen. Der Spanische Bürgerkrieg trieb ihn 1938 in die Emigration nach Mexiko, wo er dreißig Jahre lang (1939–1969) an der Universidad Nacional Autónoma de México (UNAM) als Philosophieprofessor lehrte. Er gilt dort heute als einer der Mitbegründer der jüngeren mexikanischen Philosophie. Gaos starb während einer Promotionsprüfung, der er vorsaß, an einem Herzinfarkt. Seine (bis 2014: 19‑bändigen) Gesammelten Werke (Obras completas) werden an der UNAM herausgegeben, wo sich auch das Gaos-Archiv befindet. Im Rahmen der spanischen Philosophie gehört Gaos zur sogenannten Schule von Madrid.
Gaos hat zu fast allen Gebieten der Philosophie beigetragen, v. a. aber zur Philosophiegeschichte, Phänomenologie, Naturphilosophie, Anthropologie, Technikphilosophie, Metaphysik, Ontologie und zur Interkulturellen Philosophie sowie zur Geschichte der Philosophie Mexikos. Gaos avisierte eine Vereinigung der lateinamerikanischen Länder nach dem Vorbild der Europäischen Union.
Von Gaos existieren bislang keine Werke in deutscher Übersetzung.

## Werke

### Gesamtausgabe
- José Gaos Gesamtausgabe – Obras Completas, hg. vom Instituto de Investigaciónes Filosóficas an der UNAM

### Einzelausgaben (Auswahl)
- La crítica del psicologismo en Husserl (Dissertationsschrift, Madrid 1928; auch: Mexiko 1960)
- Exclusivas del hombre: La mano y el tiempo (Das Spezifische des Menschen: Die Hand und die Zeit). Universidad de Nuevo Leon, Mexico 1945 (distribuído por la Fondo de Cultura Economica, México)
- Las críticas de Kant (1962)
- Doce por ciento (1962)
- Filosofía contemporánea (1962)
- De antropología e historiografía (1967)

### Posthum
- Del hombre (1970)
- Filosofía de la técnica (2022), ed. María Antonia González Valerio und Nicole C. Karafyllis